# Ganz oder gar nicht
Ganz oder gar nicht ist eine britische Filmkomödie aus dem Jahr 1997. Der Regisseur ist Peter Cattaneo. Drehort ist die Stadt Sheffield in England. Der Film wurde in nur 40 Drehtagen und mit einem Budget von 3,5 Millionen US-Dollar realisiert.

## Handlung
Der Film beginnt mit einem Kurzfilm, der die blühende Stahlindustrie und den allgemeinen Wohlstand der nordenglischen Industriestadt Sheffield in den frühen 1970er Jahren zeigt.
25 Jahre später, in derselben Stadt: Die Industrie ist größtenteils stillgelegt und die Züge ruhen. Die arbeitslos gewordenen Stahlarbeiter Gary „Gaz“ Schoefield und Dave Osborne versuchen Geld zu verdienen, indem sie Stahlträger aus den alten Stahlwerken stehlen.
Außer seiner Arbeitslosigkeit belasten Gaz private Probleme. Seine Ex-Frau Mandy, die Mutter seines Sohnes Nathan, will das alleinige Sorgerecht beantragen, weil er mit den Unterhaltszahlungen im Rückstand ist. 
Als Gaz, Dave und Nathan sehen, wie Frauen vor einer Chippendales-Show Schlange stehen, bringt das Gaz auf die Idee, auch so eine Show zu veranstalten, um das Geld für den Kindesunterhalt zu verdienen.
Der Erste, der der Gruppe beitritt, ist der einsame Lomper, ein Sicherheitsmann des Stahlwerkes, bei dem Gaz und Dave einst gearbeitet haben, der versucht, sich mit den Abgasen seines Autos umzubringen, aber von Dave gerettet wird.
Gaz und Dave sehen ihren alten Vorarbeiter Gerald Arthur Cooper beim Tanzunterricht mit seiner Frau und bitten ihn am Tag darauf um Tanzstunden. Cooper reagiert mit Beleidigungen und sagt, er sei auf dem Weg zu einem Bewerbungsgespräch. Dave und Gaz folgen ihm und lenken ihn ab, indem sie draußen vor dem Fenster Faxen machen, so dass Cooper den Job, der ihm bereits sicher war, doch nicht bekommt.
Die beiden entschuldigen sich bei Cooper und können ihn doch noch als Choreographen gewinnen. Gemeinsam mit Cooper casten Dave und Gaz unter ihren alten Kollegen Mitglieder für die Gruppe. Gaz' Sohn Nathan hebt Geld von seinem Sparbuch ab, als der Betreiber des Clubs, in dem der erste Auftritt stattfinden soll, 100 Pfund im Voraus verlangt.
Während die Männer für die Show üben, wachsen die Zweifel, ob sie damit wirklich Geld verdienen können. Dazu kommen Unsicherheiten über das eigene Äußere (Dave beispielsweise ist übergewichtig). Hinzu kommt, dass Gaz immer wieder ankündigt, dass ihre Show – anders als die der Chippendales – „the full monty“ (British English: absolut alles, ganz oder gar nicht (s. Filmtitel)) sein wird: dass sich also die Männer bei ihrem Striptease ganz ausziehen werden. Dave verlässt die Gruppe ein paar Tage vor der Show, weil er wieder einen Job hat und sich für zu dick hält.
Einige der Männer werden beim Proben in einer alten Fabrikhalle erwischt, und es gibt eine ungewöhnliche Verfolgungsjagd der nur mit orangefarbenen Stringtangas bekleideten Stripper. Guy und Lomper können entkommen und retten sich in Lompers Haus, wo sie endlich den Mut haben, einander ihre Zuneigung zu zeigen.
Die Polizei zeigt den festgenommenen Männern die Überwachungsbänder aus dem alten Fabrikgebäude, und bald ist ihr Geheimnis stadtbekannt. Alles scheint verloren zu sein, weil nun alle die Mitglieder der Gruppe kennen. Sogar die Zeitungen berichten über sie. Sie sind kurz davor aufzugeben, als der Barbesitzer Gaz sagt, dass er schon 200 Eintrittskarten für ihre Show verkauft habe. Die durch ihre Verhaftung entstandene Publicity stellt sich somit als vorteilshaft heraus.
Somit entschließen sie sich, das Programm ein einziges Mal durchzuziehen – einschließlich Gerald, der wieder Arbeit hat, Dave, dem seine Frau Mut macht, und Gaz, der von seinem Sohn auf die Bühne geschickt wird, als er es mit der Angst bekommt. Die Männer strippen zu Tom Jones’ Version von You Can Leave Your Hat On, und der Film endet damit, dass sie das letzte, womit sie sich bedecken – ihre Mützen –, ins Publikum werfen.

## Kritik
„Eine warmherzige, nuancenreiche Komödie voller Witz, Humor und leisen sozialkritischen Tönen, die mit bewundernswertem Respekt und großer Sympathie ihre Figuren nie für derbe Scherze mißbraucht, sondern ihr komisches Potential aus der aufmerksamen Beobachtung von Widersprüchen schöpft. Amüsant und kurzweilig handelt das Erstlingswerk von der Kraft schlitzohriger Leichtigkeit ebenso wie von heilsamen Änderungen im männlichen Selbstbild.“

## Bühnenfassungen
Die drei Jahre später uraufgeführte Musicaladaption (Originaltitel wie der Film, deutsch Ladies Night) war ebenfalls ein großer Erfolg. Die Handlung war in die USA verlegt worden, war ansonsten aber kaum verändert und sorgt bis heute noch bei deutschen Bühnen für volle Häuser – nicht zuletzt aufgrund der meist authentisch inszenierten Strip-Szenen. So war beispielsweise die Inszenierung in den Kammerspielen des Theaters in der Josefstadt mit Alexander Pschill und Michael Ostrowski an allen 135 Aufführungsabenden ausverkauft.
Ein früheres Theaterstück von Anthony McCarten weist große Ähnlichkeiten zur Filmhandlung auf, weshalb die Autoren Plagiatsvorwürfe erhoben.

## Fernsehserie
Im Sommer 2023 wurde als Fortsetzung die achtteilige Miniserie Ganz oder gar nicht – Die Serie (The Full Monty) beim Streaming-Anbieter Disney+ veröffentlicht.

## Auszeichnungen
Europäischer Filmpreis 1997
- Bester Film

Golden Globe Awards 1997
Nominiert:
- Bester Film (Komödie)

Oscarverleihung 1998
- Beste Filmmusik (Komödie) – Anne Dudley

Außerdem nominiert in den Kategorien:
- Bester Film – Uberto Pasolini
- Beste Regie – Peter Cattaneo
- Bestes Originaldrehbuch – Simon Beaufoy

British Academy Film Award 1998
- Bester Film
- Bester Hauptdarsteller – Robert Carlyle
- Bester Nebendarsteller – Tom Wilkinson
- Publikumspreis

Außerdem nominiert in den Kategorien:
- Bester britischer Film
- Bester Nebendarsteller – Mark Addy
- Beste Nebendarstellerin – Lesley Sharp
- Beste Regie – Peter Cattaneo
- Bestes Originaldrehbuch – Peter Beaufoy
- Beste Filmmusik – Anne Dudley
- Bester Schnitt – Nick Moore, David Freeman
- Bester Ton – Alistair Crocker, Adrian Rhodes, Ian Wilson

Warsaw Film Festival 1997
- Publikumspreis

Das British Film Institute wählte Ganz oder gar nicht im Jahre 1999 auf Platz 25 der besten britischen Filme des 20. Jahrhunderts.
Die Deutsche Film- und Medienbewertung FBW in Wiesbaden verlieh dem Film das Prädikat besonders wertvoll.